# Pieter Daniël Eugenius Macpherson
Pieter Daniël Eugenius Macpherson (sic, Armentières (Frankrijk), 4 april 1792 – Maastricht, 19 januari 1846) was een Nederlands jurist, ambtenaar, politicus en bestuurder. Hij was onder andere gouverneur van het Hertogdom Limburg.

## Levensloop
Macpherson werd geboren in Frans-Vlaanderen als zoon van John Macpherson (ca. 1755-1832) en Catharina van Meurs. Hij groeide op in de Napoleontische tijd maar maakte carrière in het Verenigd Koninkrijk der Nederlanden. in 1811 promoveerde hij, negentien jaar oud, aan de Universiteit van Leiden. In 1814 werd hij commies van staat. In 1821 werd hij referendaris tweede en later eerste klasse van de Raad van State. Van 1838 tot 1845 was hij lid van de Raad van State. In december 1845 werd hij gouverneur van het Hertogdom Limburg (de huidige Nederlandse provincie Limburg), een functie die hij vanwege een opgelopen longontsteking slechts een maand kon uitoefenen. Hij overleed in januari 1846 op 53-jarige leeftijd.
Macpherson trouwde in 1825 met jonkvrouw Rose Marie Jeanne van Meeuwen (1801-1889), een telg uit het adellijke geslacht Van Meeuwen. Ze was een dochter van de politicus Petrus Andreas van Meeuwen en een zuster van Eduardus Johannes Petrus van Meeuwen. Die laatste zou hem als gouverneur van Limburg opvolgen. Het echtpaar Macpherson-van Meeuwen had geen kinderen. Zij overleefde hem 43 jaar en hertrouwde in 1850 met de politicus Albert Florent Joseph baron Prisse, die ze 33 jaar overleefde. Ze overleed op 88-jarige leeftijd te Nice en werd naast haar eerste echtgenoot begraven op de Algemene Begraafplaats Tongerseweg in Maastricht.
Macpherson was Ridder in de Orde van de Nederlandse Leeuw.

## Nalatenschap
De neoclassicistische graftombes van Macpherson, zijn vrouw en haar vader op de begraafplaats te Maastricht zijn sinds 1997 beschermd als rijksmonument. De grafmonumenten van de familie Macpherson-van Meeuwen bestaan uit drie hardstenen sarcofagen uit 1846, 1848 en 1889, die in een L-vorm staan opgesteld en aldus een prominent ensemble in het oudste gedeelte van de begraafplaats vormen.

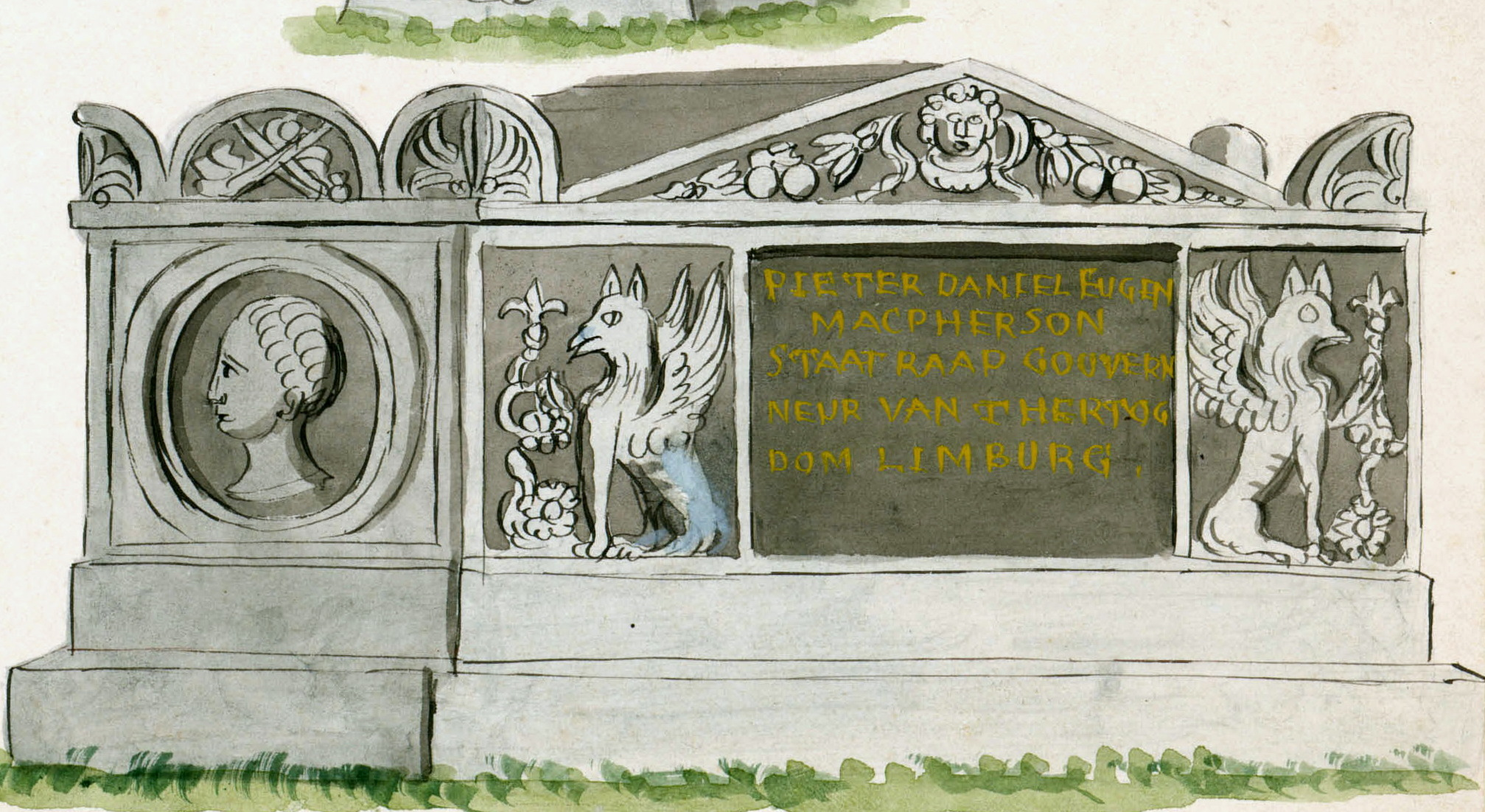
Grafmonument (getekend door Philippe van Gulpen, ca. 1850)
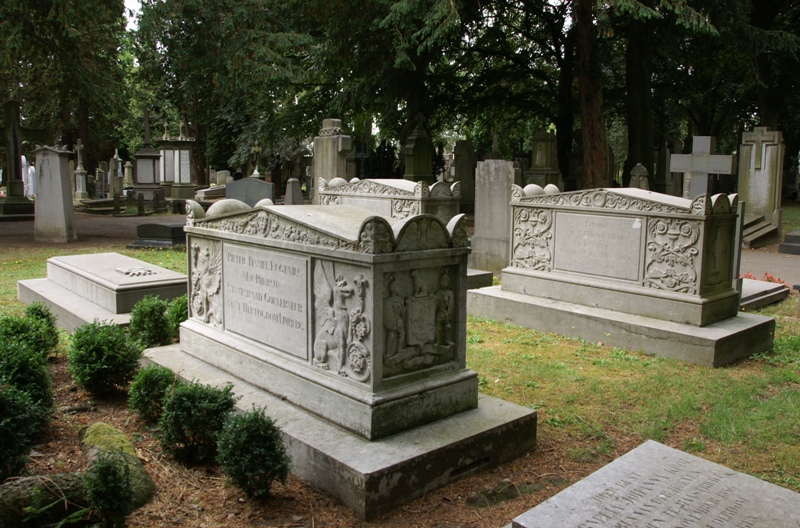
Grafmonumenten Macpherson-Van Meeuwen (2010)

- Biografisch Portaal: 43064795
- Parlement.com: vg09llxx0yuy